# Từ chức
Từ chức là hành động tuyên bố từ bỏ chức vụ mình đang đảm nhận hoặc nắm giữ. Thuật ngữ này thường áp dụng cho người đã nhậm chức bằng một cuộc bầu cử hoặc bổ nhiệm, sau đó họ muốn rời chức vụ của mình trước khi hết nhiệm kỳ.

## So sánh
Điều này phân biệt với việc một người đã đắc cử (hoặc đã được bổ nhiệm) nhưng chưa hề nhậm chức hợp pháp, nếu người này từ bỏ chức vụ đó thì họ được xem là khước từ chức vụ chứ không phải từ chức. Bên cạnh đó, một người bị buộc rời khỏi chức vụ đang nắm giữ trước khi hết nhiệm kỳ thì được xem là bị cách chức (nếu là quyết định từ cấp trên của họ) hoặc phế truất (nếu là quyết định của cử tri của họ, thông thường là sau một cuộc bỏ phiếu bất tín nhiệm).
Từ chức lại không hoàn toàn giống với thoái vị hoặc nhượng vị ở chỗ phúc lợi sau khi từ chức là không có hoặc không tương đương khi tại nhiệm, và trách nhiệm truy tố sau từ chức vẫn có khả năng xảy ra.
Hệ thống chính trị Việt Nam hiện nay còn có thuật ngữ miễn nhiệm, bãi nhiệm, và thôi nhiệm vụ. Những trường hợp này áp dụng cho cán bộ, công chức Nhà nước Việt Nam được thôi giữ chức vụ do được bầu (hoặc được bổ nhiệm) nếu đương sự không còn xứng đáng với sự tín nhiệm hoặc theo nguyện vọng của họ khi chưa hết nhiệm kỳ hoặc chưa hết thời hạn bổ nhiệm. Còn bãi nhiệm là việc cán bộ, công chức nhà nước không được tiếp tục giữ chức vụ, chức danh khi chưa hết nhiệm kỳ, đó có thể là hậu quả của một sai phạm họ gây ra.